# Antonio Vittorino Gaddi
Presidente Società Italiana di Telemedicina Antonio Vittorino Gaddi, più conosciuto come Antonio Gaddi (San Giuseppe Vesuviano, 4 febbraio 1952), è un medico e scrittore italiano; specializzato in cardioangiologia e in gerontologia, è noto per i suoi contributi sulla prevenzione e la cura dell'aterosclerosi.

## Biografia
Trasferitosi con la famiglia prima a Bologna e poi a La Spezia, dove nel 1971 consegue la maturità classica, già negli anni del liceo è interessato alla ricerca scientifica tanto da ricevere nel 1970 la medaglia d'oro al Concorso Europeo Philips per Giovani Ricercatori.
Tornato a Bologna per gli studi universitari, si laurea in Medicina e Chirurgia nel 1977. 
Nello stesso anno inizia a lavorare come assistente presso la Clinica Medica I dell'Università di Bologna e si sposa con la collega Beatrice Illuminati.
In seguito si specializza in malattie dell'apparato cardiovascolare e in geriatria e gerontologia e consegue il dottorato di ricerca in medicina sperimentale: aterosclerosi.
Nel 1982 è ricercatore fellowship presso il Baylor College di Medicina di Houston, Texas.
Successivamente, accanto agli incarichi ospedalieri e didattici, prosegue l'attività di ricercatore coordinando vari progetti di ricerca nazionali e internazionali, tenendo conferenze  e collaborando con istituti universitari italiani ed esteri.
Nel 2012, dopo una prestigiosa carriera accademica, ha lasciato l'insegnamento della Medicina, ma ha continuato l'attività professionale e scientifica impegnandosi, in particolare, nel campo dell'e-health attraverso la S.I.T. (Società Italiana di Telemedicina) di cui è vicepresidente nazionale nonché Direttore del Centro Studi Internazionale della stessa società.

## Contributi scientifici
I contributi dei suoi studi su soggetti ultraottantenni, prevenzione dell'aterosclerosi e delle malattie cardio-vascolari, genetica e terapia dell'iperlipoproteinemia, dieta a base di proteine della soia e altre diete speciali, in particolare sull'importanza dell'olio di oliva extravergine nella prevenzione delle malattie cardiovascolari, sono stati pubblicati su numerose riviste scientifiche.
Responsabile del Centro Aterosclerosi dell'Università di Bologna,  ha coordinato diversi progetti di ricerca tra i quali il "Brisighella Heart Study", il primo progetto italiano incentrato sullo studio dei fattori di rischio cardiovascolari, iniziato dal professor Giancarlo Descovich a cui è intitolato il centro.
Per le sue ricerche sugli effetti di specifici nutrienti sulla fisiopatologia dell'aterosclerosi e delle iperlipoproteinemie nell'adulto e nell'anziano, è citato da review e meta-analisi sull'argomento tra cui quella pubblicata nel 1995 sul N Eng J Med che, anche sulla base dei risultati di quelle ricerche, statuisce l'utilità terapeutica delle proteine di soia.

## Opere
Oltre alla pubblicazione di articoli in italiano e in inglese di alto fattore d'impatto su riviste specializzate, ha scritto, spesso in collaborazione, libri e trattati di argomento medico, tra cui possono citarsi:
- Atherosclerosis and Cardiovascular Disease, Kluwer Press, Lancaster-Dordrecht, 1990.[14]
- Geriatria e Gerontologia (volumi I, II e III), Esculapio Editore, Bologna, 1990.[15]
- Le Dislipidemie nel Paziente Diabetico, Momento Medico, 2005.[16]
- Sindromi Metaboliche (vol I e II), Esculapio Editore, Bologna, 2005.[17]
- Medical Data, Information Economy and Federative Networks: The Concepts Underlying The Comprehensive Electronic Clinical Record Framework, Nova Science Publisher, New York, 2012.[18]
- Le culture del cibo, Springer, 2013.[19]
- eHealth care and quality of life, Springer, 2013.[20]